# Ergelics Ferenc
Ergelics Ferenc, Ergely, Erghelius eredetileg Hasszanovics Péter (Zágráb, 1556 – Zágráb, 1637. április 11.) katolikus főpap.

## Életrajza
Anyja török volt. 1582-1586 között Bolognában tanult. Draskovich György taníttatta, majd 1577-ben kinevezte zágrábi kanonoknak és vaskapi apátnak. Később Sziszek várkapitánya lett, és részt vett az 1593-as várvédelemben, amikor a törökök megtámadták azt. Követként részt vett az 1597-es és az 1608-as pozsonyi országgyűlésen.
1596 és 1628 között zágrábi nagyprépost, 1604. november 21. és 1608 között boszniai címzetes püspök. 1607. január 22-én pápai megerősítésért folyamodott, melyet június 30-án meg is kapott. 1608-ban pécsi címzetes püspök, de áthelyezték. 1608 decembere és 1628 között veszprémi püspök, a zágrábi kanonokságát megtartva. Pápai megerősítést csak 1610 márciusában nyert. Veszprémben soha nem járt, de fő törekvése az egyházmegye jogainak védelme; a tizedek megszerzéséért számos pert indított.
1622-ben 6 év adómentességet ajánlott fel az elnéptelenedett Nova község újratelepítése érdekében. A papi utánpótlás biztosítására 1625-től a nagyszombati jezsuitáknál két veszprémi egyházmegyei papneveldére 2500 forintot adományozott. 1613. március 25-én Pozsonyban megkoronázta – a Forgách Ferenc bíboros, esztergomi érsek által fölkent – Annát, II. Mátyás feleségét; 1622. július 26-án pedig Gonzaga Eleonórát, II. Ferdinánd feleségét. Veszprémből 1628. július 11-én a zágrábi püspökség élére került, ahonnan továbbra is gondoskodott a veszprémi egyházmegyei papneveldéről.

## Halála után
Utóda a boszniai címzetes püspökségen 1608-tól Telegdi János, a pécsin 1608-tól Domitrovics Péter, Veszprémben 1628-tól Sennyey István, Zágrábban 1637-től Vinkovich Benedek.